# Kanton Hirson

Gemeinden des Kantons

Der Kanton Hirson ist ein französischer Wahlkreis im Département Aisne in der Region Hauts-de-France. Er umfasst 26 Gemeinden im Arrondissement Vervins und hat seinen bureau centralisateur in Hirson. Im Rahmen der landesweiten Neuordnung der französischen Kantone 2015 wurde mit dem Kanton Aubenton zusammengelegt und dadurch erheblich vergrößert.

## Gemeinden
Der Kanton besteht aus 26 Gemeinden mit insgesamt 20.540 Einwohnern (Stand: 1. Januar 2022) auf einer Gesamtfläche von 349,21 km²:
| Gemeinde            | Einwohner 1. Januar 2022 | Fläche km² | Dichte Einw./km² | Code INSEE | Postleitzahl |
| ------------------- | ------------------------ | ---------- | ---------------- | ---------- | ------------ |
| Any-Martin-Rieux    | 455                      | 17,73      | 26               | 02020      | 02500        |
| Aubenton            | 659                      | 23,70      | 28               | 02031      | 02500        |
| Beaumé              | 84                       | 9,18       | 9                | 02055      | 02500        |
| Besmont             | 137                      | 15,86      | 9                | 02079      | 02500        |
| Bucilly             | 202                      | 12,85      | 16               | 02130      | 02500        |
| Buire               | 822                      | 4,13       | 199              | 02134      | 02500        |
| Coingt              | 63                       | 7,31       | 9                | 02204      | 02360        |
| Effry               | 313                      | 2,77       | 113              | 02275      | 02500        |
| Éparcy              | 34                       | 7,52       | 5                | 02278      | 02500        |
| Hirson              | 8.565                    | 33,77      | 254              | 02381      | 02500        |
| Iviers              | 219                      | 7,45       | 29               | 02388      | 02360        |
| Jeantes             | 224                      | 15,61      | 14               | 02391      | 02140        |
| La Hérie            | 121                      | 4,22       | 29               | 02378      | 02500        |
| Landouzy-la-Ville   | 514                      | 15,76      | 33               | 02405      | 02140        |
| Leuze               | 187                      | 10,19      | 18               | 02425      | 02500        |
| Logny-lès-Aubenton  | 83                       | 8,15       | 10               | 02435      | 02500        |
| Martigny            | 421                      | 16,96      | 25               | 02470      | 02500        |
| Mondrepuis          | 1.033                    | 20,33      | 51               | 02495      | 02500        |
| Mont-Saint-Jean     | 81                       | 3,97       | 20               | 02522      | 02360        |
| Neuve-Maison        | 607                      | 8,42       | 72               | 02544      | 02500        |
| Ohis                | 270                      | 6,48       | 42               | 02567      | 02500        |
| Origny-en-Thiérache | 1.354                    | 16,48      | 82               | 02574      | 02550        |
| Saint-Clément       | 47                       | 5,01       | 9                | 02674      | 02360        |
| Saint-Michel        | 3.222                    | 42,20      | 76               | 02684      | 02830        |
| Watigny             | 359                      | 21,12      | 17               | 02831      | 02830        |
| Wimy                | 464                      | 12,04      | 39               | 02833      | 02500        |
| Kanton Hirson       | 20.540                   | 349,21     | 59               | 0208       | –            |

Bis zur Neuordnung gehörten zum Kanton Hirson die 13 Gemeinden Bucilly, Buire, Effry, Hirson, La Hérie, Mondrepuis, Neuve-Maison, Ohis, Origny-en-Thiérache, Saint-Michel, Watigny, Wimy und Éparcy. Sein Zuschnitt entsprach einer Fläche von 192,33 km2. Er besaß vor 2015 den INSEE-Code 0217.

## Einwohner
| Bevölkerungsentwicklung | Bevölkerungsentwicklung |
| Jahr                    | Einwohner               |
| ----------------------- | ----------------------- |
| 1962                    | 22.512                  |
| 1968                    | 23.065                  |
| 1975                    | 22.311                  |
| 1982                    | 21.521                  |
| 1990                    | 20.149                  |
| 1999                    | 19.897                  |
| 2006                    | 19.146                  |
| 2011                    | 18.827                  |

## Politik
| Vertreter im conseil général des Départements | Vertreter im conseil général des Départements | Vertreter im conseil général des Départements |
| Amtszeit                                      | Namen                                         | Partei                                        |
| --------------------------------------------- | --------------------------------------------- | --------------------------------------------- |
| 2001–2015                                     | Jean-Jacques Thomas                           | PS                                            |
| 2015–                                         | Anne-Marie Fournier Claude Mouflard           | –                                             |